# Iván Stárov
Iván Yegórovich Stárov (del ruso: Ива́н Его́рович Ста́ров) (1745–1808) fue un arquitecto ruso originario de San Petersburgo que ideó planes urbanísticos de desarrollo para ciudades como Yaroslavl, Vorónezh, Pskov, Dnipró, Mykoláiv, y otras más en Rusia y Ucrania. Su plan urbanístico radial para la ciudad de Yaroslavl, realza inteligentemente docenas de iglesias históricas y torres, de tal modo que es reconocida como una de las ciudades Patrimonio de la Humanidad.

## Biografía
Stárov fue uno de los primeros graduados de la Universidad de Moscú (1755–1758) y de la Academia Imperial de las Artes (1758–1762). Continuó su formación en París (1762–1767) y Roma (1767–1768), se convirtió en aprendiz de Charles De Wailly y otros arquitectos en boga de su época. De vuelta a Rusia, impartió conferencias en la Academia de Artes, la cual lo propuso como académico (1769) y profesor (1785). Stárov ostentó ser el principal arquitecto de San Petersburgo entre 1772 y 1774. Después de este periodo, trabajó de modo casi exclusivo para el príncipe Grigori Potiomkin, ayudándole a crear una de las mayores ciudades de Nueva Rusia.

## Obras

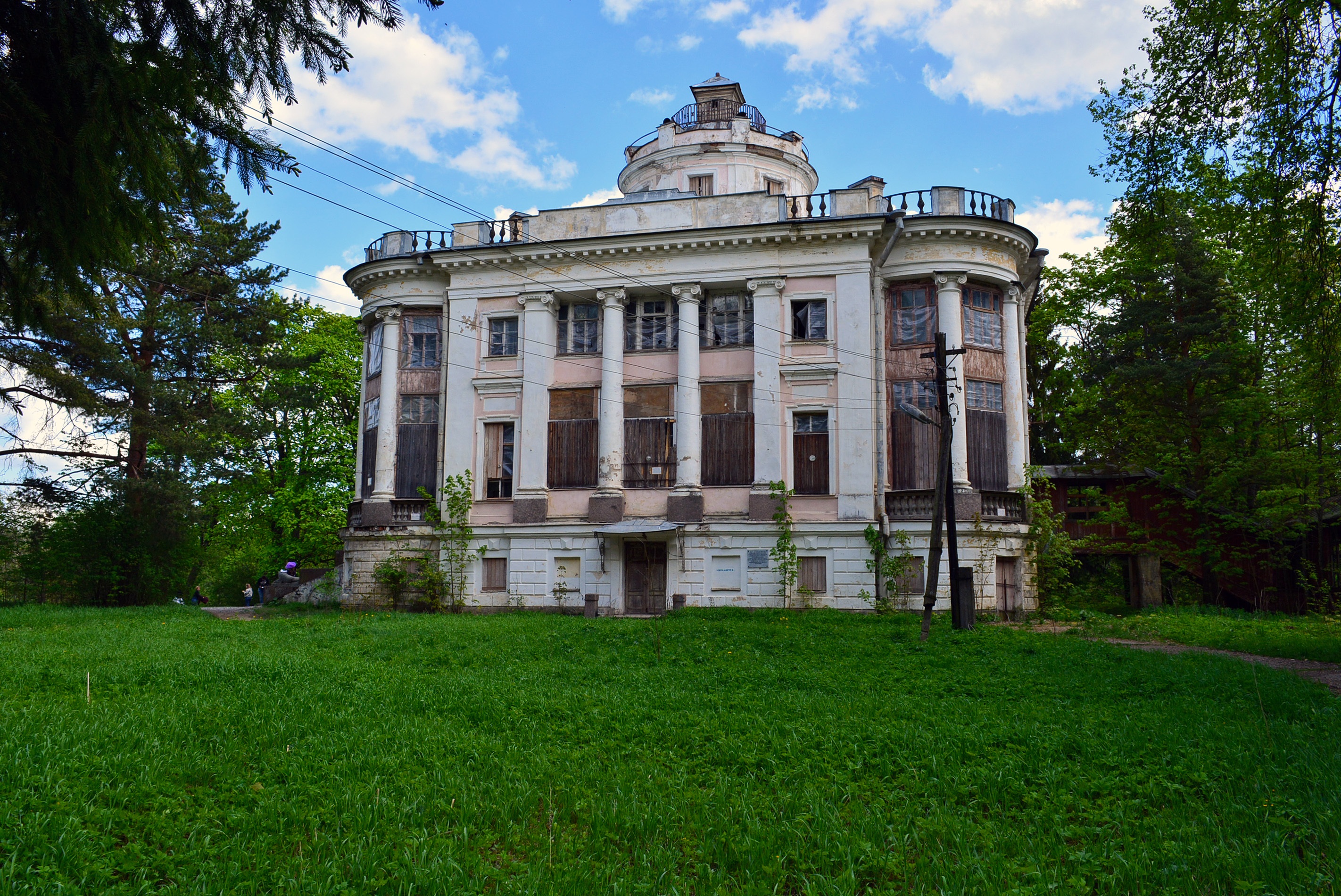
La Casa señorial de los Demídov en Taitsy cerca de Gátchina, hacia 1770, es parte del Patrimonio de la Humanidad Saint Petersburg and Related Groups of Monuments.

Además de planes urbanísticos, Stárov fue un sobresaliente representante del incipiente Neoclasicismo en Rusia. Sus mayores hitos arquitectónicos se sitúan en la época de transición entre la arquitectura autóctona rusa del final del barroco (el estilo de Antonio Rinaldi) en los años de 1760, hasta los fastuosos palacios neoclásicos de los años de 1780: 
- 1769: Mansión de los Demídov cerca de Peterhof, encargado por el cuñado de Stárov, Aleksandr Demídov, y destruida por los nazis.
- 1773: Castillo e iglesia de Bogoróditsk (hoy en la óblast de Tula), encargado por el conde Alekséi Bóbrinski.
- 1773: Castillo e iglesia en Nikólskoye cerca de Moscú, encargado por el príncipe Gagarin.
- 1774: Castillo, puerta gótica y parque en Taitsy cerca de Gátchina, encargado por Aleksandr Demídov.
- 1775: Castillo y pabellones del parque en Suvóritsy cerca de San Petersburgo, encargado por Piotr Demídov.
- 1778: Catedral de la Trinidad del Monasterio de Alejandro Nevski en San Petersburgo, encargado por el Santísimo Sínodo Gobernante.
- 1783: Puerta de la iglesia y enrejado de hierro del Monasterio de Alejandro Nevski, encargado por el Santísimo Sínodo Gobernante.

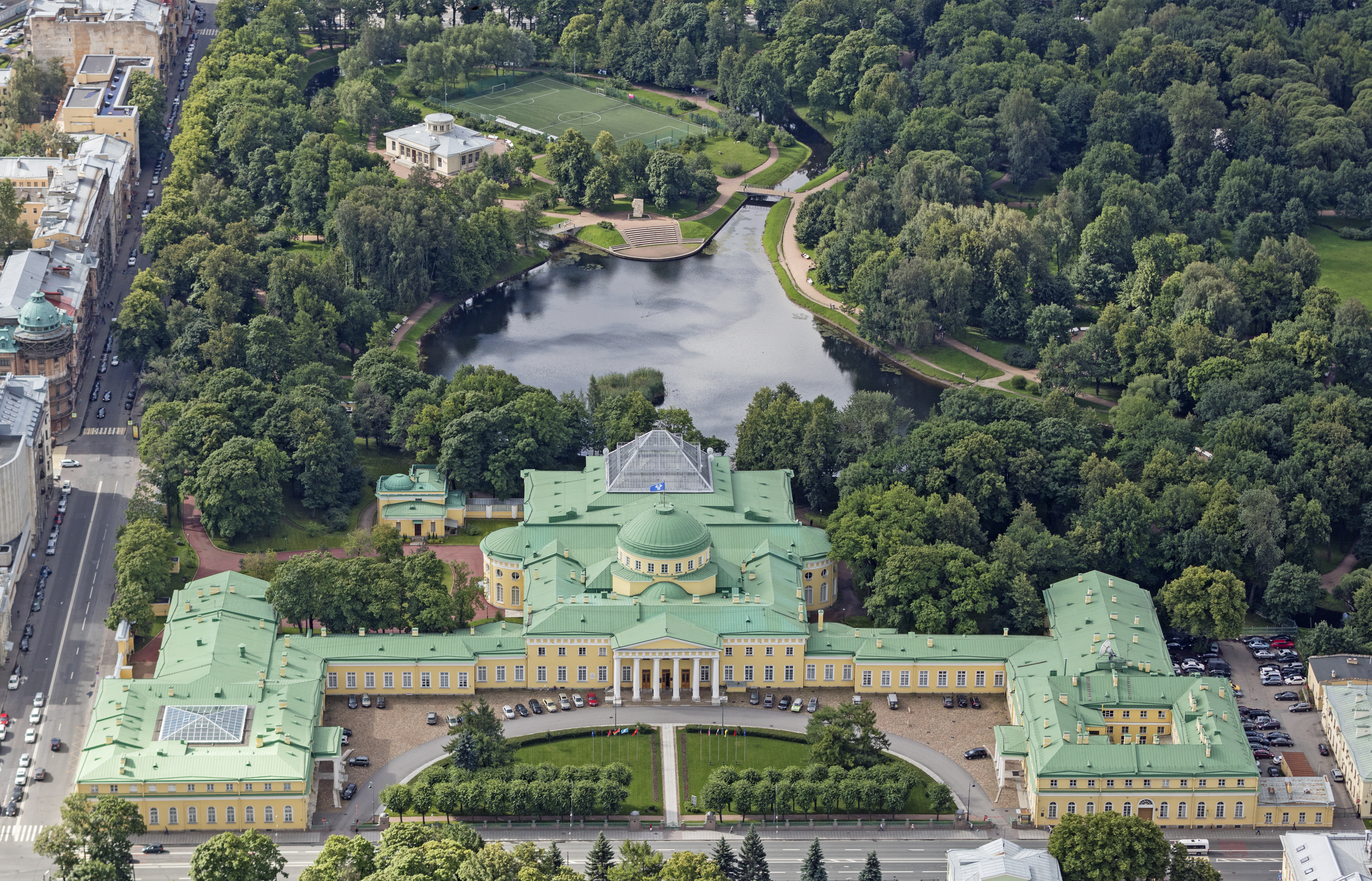
Vista aérea del Palacio Táuride (2016)

- 1783: Palacio Táuride en San Petersburgo, encargado por el príncipe Grigori Potiomkin (Potemkin).
- 1783: Castillo en Ostrovki en el río Nevá, encargado por el Príncipe Potiomkin, en la actualidad se encuentra en ruinas por negligencia.
- 1784: Palacio Pella en el río Nevá, encargado por Catalina II de Rusia y demolido por su hijo el zar Pablo de Rusia.
- 1784: Castillo de la prisión lituana en la intersección del río Moika y el canal Kryúkov en San Petersburgo, demolido después de un incendio en 1917.
- 1786: Palacio Potiomkin en Yekaterinoslav, encargado por el Príncipe Potiomkin.
- 1790: Mansión Potiomkin en Bogoyávlensk (hoy dentro de Mykoláiv), encargado por el Príncipe Potiomkin.
- 1790: Catedral de Mykoláiv, encargado por el Príncipe Potiomkin.
- 1794: Castillo y pabellones en Voznesénskoye en el río Nevá, encargado por el conde Sheremétev.
- 1795: Mausoleo Potiomkin, encargado por la sobrina de Potiomkin, la condesa Branicka, pero nunca se llegó a realizar.
- 1796: Catedral de Nuestra Señora de Kazán (Theotokos de Kazán) en Kazán, encargado por la Gobernación de Kazán y destruida por los comunistas.